# Kasteel Montens

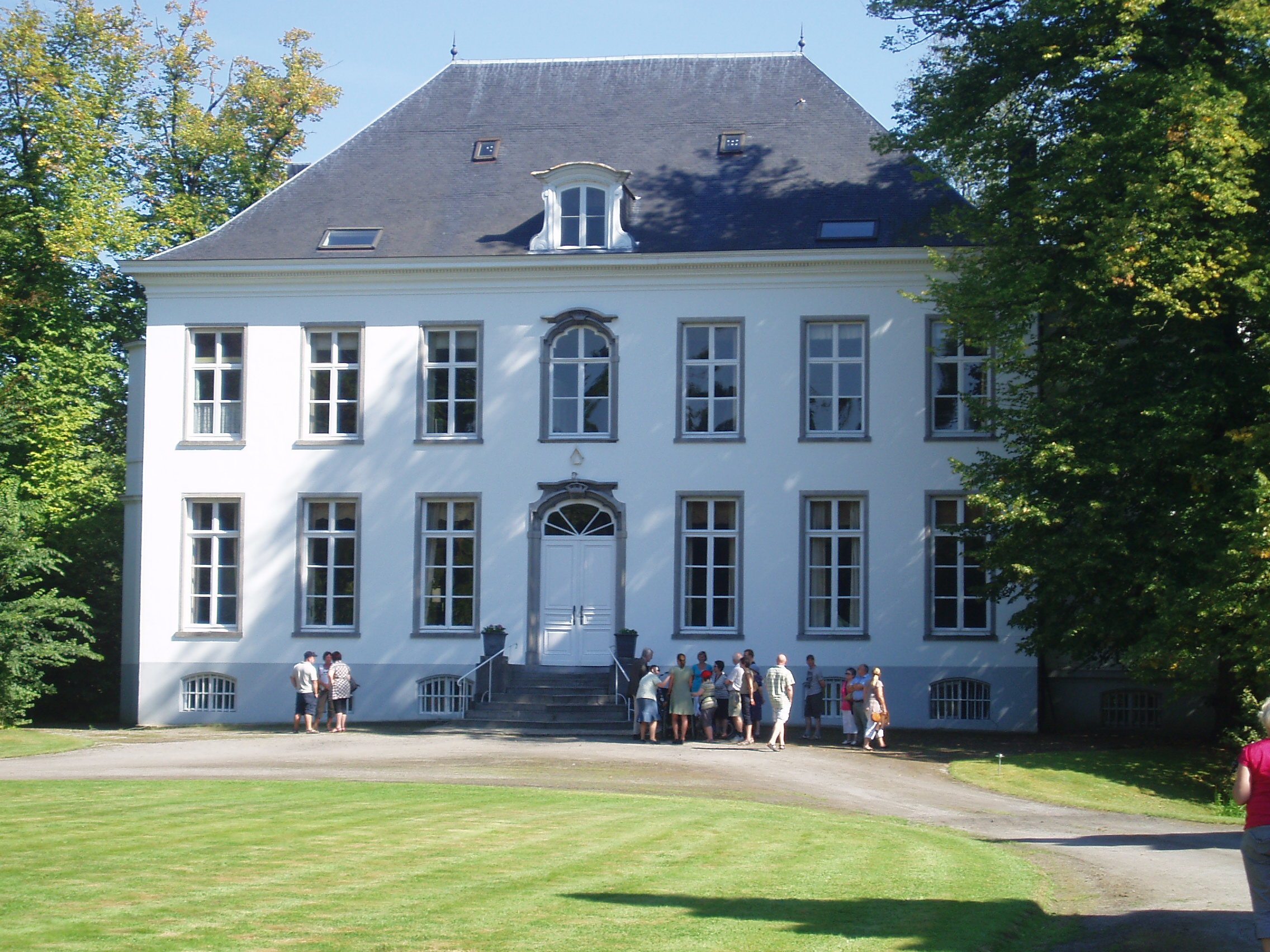
Kasteel Montens

Het Kasteel Montens of Hof van Massenhoven is een kasteel in de tot de Antwerpse gemeente Zandhoven behorende plaats Massenhoven, gelegen aan de Kasteelstraat 1.

## Geschiedenis
In 1696 is, in een werk over adellijke kastelen, sprake van een Praetorium te Massenhove. Er was toen sprake van een omgracht landhuis uit de 16e eeuw of vroeger, en een 17e-eeuwse aanbouw.
Dit kasteel kwam eind 18e eeuw aan de familie Saint-Vaast. Het uiterlijk van het hoofdgebouw, in classicistische stijl, dateert uit deze tijd. Tijdens de Franse bezetting werd het kasteel, als adellijk bezit, zwaar beschadigd. In 1812 kwam het aan de familie Montens. Dezen herstelden het kasteel. Nog in 1993 was het kasteel eigendom van deze familie.

## Gebouw
Via een gebogen oprijlaan wordt het hoofdgebouw bereikt, dat in oostelijke richting ligt. In het noorden en zuiden van het plein vindt men stallingen en ook ten zuiden vindt men een oranjerie. Het kasteel ligt tussen twee vijvers die achter het kasteel via een gracht in verbinding staan met elkaar.
Het geheel ligt in een landgoed met park, vijvers, dreven, akkers en weilanden.